# Corporacion America Airports
Die Corporacion America Airports S.A. (CAAP) ist ein Unternehmen aus Luxemburg. Größter Einzelaktionär (ca. 80 %) ist die ACI Holding SARL.
Allgemein gilt CAAP als argentinischer Flughafenbetreiber: mehr als die Hälfte der argentinischen Flughäfen werden durch CAAP betrieben und mehr als die Hälfte der CAAP-Flughäfen befinden sich in Argentinien. Das Unternehmen sieht sich als weltweit größten privaten Flughafenbetreiber nach Anzahl der Flughäfen. 

## Flughäfen
CAAP betreibt folgende Flughäfen bzw. ist an den Betreibergesellschaften mehrheitlich beteiligt:
- Aeropuertos Argentina 2000 (gegründet 1998) mit 35 Flughäfen in Argentinien
- Toscana Aeroporti mit den Flughäfen Florenz und Pisa
- Flughafen Brasília
- Flughafen Montevideo (in Carrasco)
- Flughafen Jerewan und Flughafen Gjumri
- Flughafen Guayaquil
- Flughafen Neuquén
- Flughafen Bahía Blanca
- Flughafen Punta del Este
- Flughafen Seymour (Galapagosinseln)
- Flughafen Natal
- Aeropuertos Andinos del Perú mit den Flughäfen Arequipa, Juliaca, Tacna, Puerto Maldonado und Ayacucho